# Gare de Gananoque
La gare de Gananoque est une gare ferroviaire située dans le nord-est de la ville de Gananoque en Ontario. La gare est desservie par les trains de Via Rail Canada qui relient entre Toronto et Ottawa. Ouverte en 1901, la gare s'est servie de jonction entre l'ancienne ligne du Grand Tronc et le chemin de fer des Mille-Îles jusqu'en 1995.

## Situation ferroviaire
La gare est située au point milliaire 153,9 milles (247,7 km) de la subdivision Kingston du Canadien National, entre les gares de Kingston et de Brockville.

## Histoire

### Premières années
Gananoque est une ville située à environ 6 milles (9,7 km) au sud de la gare, au point de rencontre de la rivière Gananoque et le fleuve Saint-Laurent. Elle a été fonde en 1792 par le loyaliste Joel Stone et a prospéré très tôt comme centre commercial et industriel. La communauté était située sur la plus importante voie de transport de l'Ontario. le réseau Saint-Laurent/Grands Lacs, et disposait de l'énergie hydraulique nécessaire à l'exploitation des moulins et des usines. Dans les années 1850, la rivière Gananoque était bordée d'usines sur les deux rives, et la ville se considérait comme une petite Birmingham du Canada. Ses principales marchandises étaient fabriquées en fer et en acier : roues, ressorts et essieux pour le commerce des voitures, cerceaux de barils, rivets, écrous et boulons, râteaux, pelles et de nombreux autres petits articles. À une certaine époque, on estimait qu'un quart de toute la farine reçue au port de Montréal provenait des moulins de Gananoque, et le bois d'œuvre et la construction navale ont prospéré pendant de nombreuses années jusqu'à l'épuisement du bois.

### Chemin de fer des Mille-Îles
Lorsque le Grand Tronc a construit sa ligne principale originale de Portland, dans le Maine à Toronto entre 1855 et 1856, elle passait au nord de Gananoque, qui était déjà commercialement bien desservie par les bateaux à vapeur du fleuve Saint-Laurent et du lac Ontario. Ce n'est que dans les années 1880, lorsque les chemins de fer ont prouvé qu'ils pouvaient offrir un accès efficace aux régions intérieures, qu'un embranchement a été construit pour relier le port de Gananoque à la ligne principale du Grand Tronc. Cette courte ligne de 8 kilomètres était le chemin de fer des Mille-Îles. Elle a été achevée en 1889 par la E.W. Rathbun Co. de Deseronto.
Le chemin de fer des Mille-Îles était initialement une ligne ferroviaire industrielle. Il a été construit par l'une des plus puissantes compagnies de bois du Canada. L'entreprise avait besoin de transport son bois d'œuvre de l'intérieur. Le bois était expédié à Gananoque Junction, puis transféré sur la ligne courte, où il était ensuite transféré sur des navires pour les marchés d'outre-mer.
Il est plus probable que les navires quittant le port de Gananoque se rendaient à Deseronto. Tout comme l'entreprise de Deseronto a construit le chemin de fer, la Rathbun Co. a ouvert l'une des premières usines de distillation du bois au Canada à Deseronto. Connue sous le nom de Deseronto Chemical Works, cette usine a traité des milliers d'arbres pour la fabrication d'alcool de bois de 1889 à 1898. En 1898, l'usine de Deseronto a été modernisée par l'ajout d'une usine de fer et d'un four à charbon de bois comme sous-produit. Au tournant du siècle, Rathbun était devenu le principal fournisseur de matériaux de construction ferroviaire en Ontario. Ses usines produisaient des voies en fer, des traverses de chemin de fer et la créosote nécessaire à leur conservation. L'appétit de la Deseronto Chemical Works pour le bois d'œuvre épuisa bientôt l'approvisionnement fourni par Gananoque et, en bon commerçant, Rathbun commença à chercher un moyen de se défaire de la ligne de Gananoque.

### Gare de Gananoque Junction
À sa grande surprise, le chemin de fer a été loué par le Grand Tronc lui-même. Au début du siècle, le Grand Tronc cherchait des moyens de consolider et d'étendre l'utilisation de ses propres lignes en Ontario. Sous la direction du vice-président Charles Melville Hays, le Grand Tronc a signé des accords de coopération avec des lignes américaines pour élargir les connexions disponibles pour ses clients, puis a embauché de nouveaux gestionnaires pour améliorer le service qu'il offrait. Dans le cadre de cette amélioration, le Grand Tronc a doublé la voie de sa ligne principale (au nord de Gananoque), a remis en état la route pour qu'elle soit irréprochable en termes de pente et d'alignement, afin que l'entreprise soit physiquement de première classe. Pour financer toutes ces activités, le Grand Tronc a exploré de nouvelles sources de revenus. L'une d'entre elles était le transport de passagers vers les lieux de vacances d'été.
Le chemin de fer offrait aux riches Nord-Américains un moyen pratique de se rendre dans des lieux de vacances au bord de l'eau pour échapper au villes chaudes et enfumées. Les stations thermales en bord de mer permettaient aux gens de profiter de ce qu'une publicité pour l'une d'entre elles décrivait comme « les propriétés curatives de l'atmospèhre chargée de baume, l'air général de repos, ainsi que l'absence totale de moustiques et de malaria, un élysée pour le malade du rhume des foins, le touriste fatigué, le chercheur de plaisir et le sportif. » 
Les liens commerciaux de longue date du Grand Tronc avec les grands centres industriels américains le long du littoral atlantique constituaient une route existante pour ce nouveau trafic de passagers. Gananoque, qui avait déjà commencé à se développer en tant que route touristique, pour les tourists en bateau à vapeur, était une destination tout prête et, au début des années 1900, le Grand Tronc avait l'habitude d'offrir des services spéciaux à Gananoque pour les visites des Mille-Îles.
Les Mille-Îles ont été la première incursion du Grand Tronc dans le secteur des vacances. Elle a connu un tel succès que l'entreprise a étendu ses services de vacances à des régions comme Muskoka au cours de la décennie suivante. La gare de Gananoque Junction a été construite en 1901 pour desservir les passagers de cette nouvelle route touristique, et par conséquent, elle est également connue sous le nom de gare de Thousand Island Junction.
Cette gare était située au sommet de la colline, afin d'éviter les difficultés et les dangers liés à l'arrêt des trains au fond du creux. Lors de l'ouverture de la gare, une voie supplémentaire a été posée le long du sud de la ligne principale, permettant aux passagers de passer de la ligne principale à la ligne secondaire pour leur voyage vers Gananoque. Le succès des excursions des Mille Îles incita le Grand Tronc à acheter le chemin de fer des Mille-Îles (TIR) en 1911.

### Canadien National
Pendant et après la Première Guerre mondiale, le transport ferroviaire constituait le principal accès aux centres de villégiature. La gare de Gananoque Junction était une gare de jonction essentielle pendant cette période. Sous les auspices du Canadien National, une nouvelle gare au quai de Gananoque a été ajoutée pour compléter les installations de la ligne secondaire en 1929. Cette gare vendait des billets pour les excusions en bateau à vapeur et en train, ce qui permettait au TIR de profiter des touristes en voitures qui voyageaient sur la route 2, la première route reliant Toronto à Montréal.
De 1930 à 1950, le TIR a transporté des passagers de pique-nique sur de courtes distances jusqu'à Gananoque Junction et retour. D'une manière ou d'une autre, la gare de Gananoque Junction a été le centre d'une industrie touristique rentable pour la compagnie ferroviaire et la ville pendant la première moitié du XXe siècle.
Au départ, la gare de Gananoque Junction était gérée par un seul agent du Grand Tronc et un opérateur télégraphique qui s'occupaient de l'aiguillage. Lorsque le TIR a été entièrement absorbé par le Canadien National en 1957, son exploitation a été prise en charge par la région des Grands Lacs du CN à Kingston. En 1962, le CN a mis fin au service de transport de passagers vers Gananoque. Le transport de marchandises vers Gananoque a été suspendu au début des années 1970, ce qui a mis fin à l'utilisation de toutes les installations du TIR, à l'exception de cette gare qui a continué à offrir un service de transport de voyageurs de ligne principale à partir de la périphérie de la ville. La gare a été confiée à Via Rail pour le transport de passagers.

### Via Rail
La gare a été rénovée dans les années 1980. La moitié ouest de la gare a été remise à neuf de manière sensible pour être utilisée par les passagers de Via Rail. La moitié est a été adaptée pour abriter les matériaux de connexion de transfert automatique du CN. Ce dernier est devenu obsolète depuis et a été enlevé, laissant des pièces vacantes avec un décor ancien. Le chauffage électrique a également été installé dans les années 1980.

## Service des voyageurs

### Accueil
La gare est un abri chauffé sans personnel. La gare ouvre 60 minutes avant l'arrivée des trains, et ferme 30 minutes après leur départ. La gare dispose d'un stationnement à court terme.

### Desserte
Un à deux trains à destination d'Ottawa s'arrêtent à la gare chaque jour, ainsi que deux trains à destination de Toronto. Gananoque est un arrêt sur demande à destination de Toronto, et une réservation doit être faite à l'avance pour demander un arrêt à la gare.

### Intermodalité
Le stationnement extérieur est gratuit à court terme seulement. T.I Taxi est une compagnie de taxi qui dessert la ville.